# Ultima Thule (шведская группа)
Ultima Thule — шведская рок-группа, играющая в стиле викинг-рок. Название происходит от легендарного острова Туле.

## История группы
Ultima Thule образовались в 1984 году в шведской провинции Сёдерманланд. Группа приобрела известность в 90-е годы. После разрыва контракта с лейблом Mariann Grammofon участники группы основали свой собственный, Ultima Thule Records.
Музыка группы основывается на простых гитарных риффах, напоминая панк-рок. В то же время в звучание вплетаются элементы фолк-рока.
Язык большинства песен — шведский, некоторые песни имеют английские тексты.
Песни группы насыщены патриотизмом; группа записала рок-вариант шведского национального гимна. Ultima Thule часто обращаются к историческим (в частности, времени шведского короля Карла XII) и мифологическим темам. Иногда из-за текстов группу обвиняют в нацизме и расизме. Группа выступает на собраниях националистов. 
На сегодняшний день Ultima Thule является самой известной викинг-рок-группой.

## Участники
- Ян «Янне» Тёрнблом (Jan «Janne» Thörnblom) — вокал, гитара
- Никлас Адольфсон (Niklas Adolfsson) — гитара
- Томан Крон (Thomas Krohn) — бас-гитара
- Ульф Хансен (Ulf Hansen) — ударные
- Бруно Хансен (Bruno Hansen) — вокал, гитара (1983—1987)

## Дискография
- 1985 – Sverige, Sverige fosterland - EP
- 1990 – Hurra för Nordens länder - EP
- 1991 – Svea hjältar - EP
- 1991 – Havets vargar - EP
- 1992 – Sverige, Sverige fosterland - EP
- 1992 – Schottis på Valhall - EP
- 1992 – Mitt land - EP
- 1992 – Svea hjältar (RE Rec.) - CD
- 1992 – Svea hjältar (UT Rec.) - CD
- 1992 – För fäderneslandet - EP
- 1992 – För fäderneslandet - CD
- 1992 – The early years 1984-1987 - CD
- 1993 – Vikingablod - CD
- 1993 – Vikingabalk - CD
- 1994 – Öppna landskap - CD
- 1994 – Nu grönskar det - CD
- 1994 – För fäderneslandet - EP
- 1994 – Svea hjältar - MC
- 1994 – För fäderneslandet - MC
- 1994 – The early years 1984-1987 - MC
- 1994 – Vikingabalk - MC
- 1994 – Studio outtakes - EP
- 1994 – Tack för hjälpen! - CD
- 1995 – Studio outtakes - EP
- 1995 – Once upon a time… - CD
- 1995 – Once upon a time… - MC
- 1995 – Blonda, svenska vikingar - CD
- 1995 – Lejonet från Norden - CD
- 1996 – Skinhead - CD
- 1996 – Skinhead - EP
- 1996 – Karoliner - CD
- 1997 – Nu grönskar det igen… - CD
- 1997 – Live in Dresden - CD
- 1997 – The early years 1984-1987 - EP
- 1997 – För fäderneslandet - EP
- 1997 – Svea hjältar - EP
- 1997 – Vikingabalk - EP
- 1997 – Nu grönskar det - EP
- 1997 – Lejonet från Norden - EP
- 1997 – Karoliner - EP
- 1999 – Sörjd och saknad - CD
- 1999 – Sörjd och saknad - EP
- 1999 – Sverige - CD
- 2000 – Once upon a time… - CD
- 2000 – Once upon a time… - EP
- 2000 – Sverige - виниловая пластинка
- 2000 – Folkets röst - CD
- 2000 – Herrlich Hermannsland - CD
- 2000 – Herrlich Hermannsland - EP
- 2001 – Sverige - EP
- 2001 – Resa utan slut - CD
- 2001 – Ragnarök - EP
- 2001 – Ragnarök - CD
- 2001 – Once upon a time… - EP
- 2001 – The early years - EP
- 2002 – Live in Dresden - CD
- 2002 – Live in Dresden - EP
- 2002 – Blonda, svenska vikingar - EP
- 2002 – Carlie - EP
- 2002 – Öppna landskap - EP
- 2002 – Resa utan slut - EP
- 2003 – Sverige - Picture-EP
- 2003 – Lejonet från Norden - Picture-EP
- 2003 – För fäderneslandet - Picture-EP
- 2004 – Lokes träta - EP
- 2004 – Vikingablod - EP
- 2004 – Rötter - CD
- 2005 – Rötter - EP
- 2005 – Skaldermjöde - EP
- 2005 – Yggdrasil - CD
- 2005 – Rötter - CD
- 2005 – Rötter - EP
- 2005 – Skaldemjöde - EP
- 2005 – Yggdrasil - CD
- 2006 – Yggdrasil - EP
- 2007 – Folkets röst Vol.2 - CD
- 2007 – 25 year anniversary - CD boxset
- 2007 – Once upon a time… - Picture-EP
- 2007 – Konungens Kurir - EP
- 2007 – Glömda barnen - EP
- 2009 – Korpkvädet - CD
- 2009 - Lejonet från norden - CD
- 2009 - Sverige - CD
- 2009 - The best of (польское издание) - CD
- 2010 - Yggdrasil - CD
- 2010 - Korpkvädet - CD
- 2010 - Svea hjältar - CD
- 2010 - The early years 1984-1987 - CD
- 2012 - 30-åriga kriget - cd
- 2012 - Live at Kuggnäs 2012 - cd
- 2014 - Fattig bonddräng
- 2015 - Trägen Vinner